# Thomas Benton Cooley
Bác sĩ Nhi khoa, sinh 1871, tại Ann Arbor, Michigan; mất 1945.
Tên của ông được dùng để gọi một số bệnh thiếu máu của trẻ em:
- Bệnh thiếu máu Cooley - Thalassemia
- Cooley's anaemia II - ông đang nghiên cứu về một dạng thiếu máu khác, nhưng chưa hoàn tất thì qua đời. Sau đó không ai theo dõi thêm về dạng này.
- Bệnh dạng Cooley - Thalassaemia loại nhẹ

Cha của Thomas Benton Cooley là một quan tòa ở Tòa án Tối cao và là Trưởng Khoa Luật của Trường Đại học Michigan. Tốt nghiệp đại học y tại trường Đại học Michigan năm 1895, Thomas Benton Cooley trở thành bác sĩ nội trú tại Bệnh viện Thành phố Boston rồi sau đó trở lại làm việc và giảng dạy tại Trường Y Khoa Michigan.
Năm 1900 ông ra nước ngoài một năm và tiếp tục làm bác sĩ nội trú thêm một năm nữa tại Bệnh viện Thành phố Boston. Năm 1903, ông được phong làm trợ giáo sư chuyên ngành Vệ Sinh tại Đại học Michigan và làm việc tại đây cho đến năm 1905. Vào năm này Cooley chuyển đến Detroit, nơi ông ta là bác sĩ nhi khoa đầu tiên.
Cooley hoạt động tích cực trong lĩnh vực Nhi Khoa Cộng đồng trong cương vị giám đốc Quỹ Sữa Cho Nhũ Nhi (Babies Milk Fund) và cộng tác với các đồng nghiệp có cùng khuynh hướng trong Hiệp hội Nghiên cứu và Phòng chống Tử vong Nhũ nhi (Association for the Study and Prevention of Infant Mortality). Nhóm này đã đạt được những thành công đáng kể trong việc hạ thấp tỉ lệ tử vong do bệnh tiêu chảy ở nhũ nhi. Trong Thế Chiến thứ nhất, ông là trợ lý trưởng Phòng Nhi Đồng của Hội Chữ Thập Đỏ Hoa kỳ đóng tại Pháp. Nhờ những đóng góp này mà năm 1924, Cooley được chính phủ Pháp trao tặng Bội Tinh Danh Dự.
Sau chiến tranh, ông trở lại Detroit và trở thành trưởng khoa nhi tại Bệnh viện Nhi Michigan từ năm 1921 đến năm 1941. Ông cũng là giáo sư tại Đại học Wayne từ năm 1936 đến 1941. Chuyên ngành sâu của ông trong nhi khoa là huyết học và ông đặc biệt chú ý đến các bệnh thiếu máu ở trẻ em được gọi dưới tên "Thiếu máu Cooley", một cái tên mà tự trong lòng mình ông rất không thích.
Cooley là một người cao lớn. Ngoài y khoa, ông cũng rất quan tâm đến nghệ thuật, âm nhạc. Ông rất thích câu cá và chơi golf. Năm 1941, khi nghỉ hưu, ông được phong Tiến sĩ Khoa học Danh dự. Ông mất năm 1945 sau một vài năm mắc chứng bệnh tim do tăng huyết áp.